# Politiadvokat
En politiadvokat er en nu ophævet titel for den person, der er chef for en politiadvokatur i anklagemyndigheden i en dansk politikreds, som ledes af en politidirektør. Lederen af en politiadvokatur kaldes nu en advokaturchef. En advokaturchef er uddannet jurist og har normalt i en længere årrække gjort karriere i politiet.
En advokaturchef er underordnet Chefanklageren.
Politiadvokatbetegnelsen blev afløst af titlen advokaturchef primo 2012. 